# Denton (Texas)
Denton város az USA Texas államában. Lakosainak száma 139 869 fő (2020. április 1.).

## Népesség
A település népességének változása:

| 2010 | 113 383 |
| 2020 | 139 869 |